# 장바티스트 세실
장바티스트 토마 메데 세실(프랑스어: Jean-Baptiste Thomas Médée Cécille, 1787년 10월 16일 ~ 1873년 11월 9일)은 프랑스의 군인이자, 정치인이다. 아시아에서 중요한 역할을 하였다.

## 군사 경력

### 에로인호 지휘관
1837년부터 1839년까지 세실은 코르벳 "에로인"호의 지휘관으로서 세계를 일주하였다. 그는 프랑스 포경선의 보호를 목적으로 1837년 7월 1일 브레스트를 출항하였다. 1838년에는 해군 대령이 되었다. 그리고 그는 뉴질랜드를 측량하는 데에 참여하였다.

### 조선과의 외교노력
그는 프리게이트 에리곤호(l'Érigone)에 선교사 클로드 고틀랑(Claude Gotteland) 신부, 프랑수아 에스테브 신부, 그리고 뱅자맹 브뤼에르(Benjamin Brueyre) 신부를 태우고 브레스트를 출발하였다(1841년 4월 27일). 우선 에리곤호는 마카오에 기착하였다.(12월 8일) 이때, 청나라와 대영제국 간에는 제1차 아편 전쟁 중이었다. 프랑스는 세실에게 아편전쟁이 전개되고 있는 양자강 유역으로 가도록 명하였다. 한편으로 세실은'조선 원정'을 계획하고 있었다. 즉, 그는 조선으로 가서 헌종 임금에게 다른 나라들을 제외하고 프랑스하고만 교역을 하는 조건에서 중국과 일본으로부터 독립하도록 제의할 생각이 있었다. 또 그는 일본의 한 섬을 점령할 생각도 있었다. 그리하여, 1842년 2월, 세실은 마카오 주재 파리 외방전교회 재무담당관 나폴레옹 리부아(Napoléon Libois) 신부에게 조선 학생 한명을 자기에게 통역관으로 맡겨 달라고 하였다. 리브와 신부는 이번 기회에 여러 해 동안 중단되어 있는 조선교회와의 연락을 다시 시작하기를 희망하며 기꺼이 이 제안을 받아들였다. 그리고 리브와 신부는 조선 포교지에 대한 확실한 정보를 수집하고 또 그 포교지를 맡아서 돌볼 사람을 입국시키 위해 가장 유능한 사람으로 조제프 앙브르와즈 메스트르(Joseph Ambroise Maistre) 신부를 지목했다.또한 메스트르 신부는 자신의 동반자로 김대건을 선정했다.

### 베트남 파병
그리고 이들은 상하이에 도달하였다.(1842년 6월 12일) 1842년 영국이 중국에서의 개입에 성공하자, 프랑스는 남쪽에서 중국으로 접근함으로써 이러한 영국의 개입에 대응하기를 희망하였다. 이에, 1843년 프랑스의 외무장관 프랑수아 기조는 세실 제독과 레오나르 샤르네르(Léonard Charner) 대령의 지휘하에 베트남에 함대를 파병하였다.:5 이것은 프랑스의 베트남에 대한 개입의 시작이었다. 그러나 프랑스는 중국 내에서의 영국의 활동을 돕고, 베트남 내에서 프랑스인 선교사들에 대한 박해에 대한 보복이라는 핑계를 내세웠다. :27 외교관 테오도르 드 라그르네(Théodore de Lagrené)도 동반한 이 함대는 홍콩과 유사한 기지를 만들기 위해 바실란섬을 정복하려고 하였으나, 스페인이 이 섬은 필리핀의 일부라고 주장하고 나서자, 정복 계획은 폐기되었다. :5 1844년 해군소장이 되었다.

### 김대건 신부 구조노력
프랑수아 기조는 세실을 베트남으로 보내어 가톨릭교회 선교사인 도미니크 레페브르(Dominique Lefèbvre) 주교를 구출해 오도록 했다.(1845년) :5
1846년 6월 세실은 일본과의 관계를 구축하기 위하여 오키나와로 항해하였다. 이어서 나가사키로 항해하였으나 상륙은 허락되지 않았다. 1846년 9월, 세실 제독은 수감된 신부 김대건을 구하기 위해 조선으로 항해해 왔으나, 김대건은 곧(1846년 9월 16일) 처형되고 만다.(→병오박해)

### 베트남과의 무력충돌
1847년, 2명의 프랑스인 선교사들(베트남에 은밀히 들어갔다가 2번째로 수감된 레페브르 주교와 뒤클로)이 수감되자 이들을 구출하고, 베트남에서의 기독교 의식의 자유를 얻어내기 위하여 :28 세실은 2대의 전함(글루아르, 빅토리외즈)과 오귀스탱 드 라피에르(Augustin de Lapierre) 대령을 다낭에 보냈다. :5 만약 라피에르 대령이, 레페브르 주교가 이미 자유의 몸이 되어 싱가포르로 가는 길이었다는 점을 미리 알았더라면, 라피에르는 베트남의 배들의 마스트를 해체함으로써 공격을 개시하지 않았을 것이다. :5 협상이 아무 성과없이 결렬되자 결과적으로 1847년 4월 14일, 프랑스는 다낭 항에 정박중이던 나머지 다섯 척의 황동 갑판으로 되어 있는 배들을 침몰시키는 공격을 이어갔다. :5 1847년 4월 15일, 프랑스 함대와 베트남 배들간의 전투(다낭 폭격)가 벌어져, 베트남 배들중 세 척이 침몰하고 프랑스 함대는 도망쳐 나왔다. :28 1847년 세실 제독은 선교활동을 촉진하기 위하여 다시 조선으로 항해했다. 그러나 그의 배는 좌초되어 영국 배에 의해 구출되어야 했다. 1847년에 해군중장이 되었다.

## 정치 경력
프랑스로 돌아온 뒤, 세실은 정치에 참여하기 시작하였다. 그는 1848년 헌법 제정 국민의회에서 센인페리외르 주의 대표로 선출되었다. 그는 나폴레옹 3세를 도왔으며, 런던 주재 프랑스 대사에 임명(1849년)되기도 하였다. 1852년에는 상원 의원이 되었다.

## 유산
세실은 1846년에 일본 남부의 오스미 제도를 탐험한 바 있는데 옛 프랑스 지도에서는 이 곳이 그의 이름을 따서 “세실 제도”(Archipel Cécille)라 표기되었었다.
크로제 제도(Îles Crozet)의 포세시옹 섬(Île de la Possession)에는 1960년대에 그의 이름을 따서 지은 “몽 세실” (46°23'00" S, 51°41'00" E)이라는 산이 있다.
프랑스의 크루즈함 "아미랄 세실"은 그를 기념하여 붙여진 이름이다.

## 참고 문헌
- 클로드샤를 달레 (1874). 《Histoire de l'Église de Corée Volume 2(조선교회사 2권)》 (프랑스어).
- 앙리 코르디에(Henri Cordier) (1921). 《중국 및 외국과의 관계에 관한 일반 역사 제4권(Histoire Générale de la Chine et de ses relations avec les pays étrangers : vol.4)》. Librairie Paul Geuthner.
- 문지애 (2005). “김대건 신부의 조선 입국과 체포”. 《학위논문(석사)》 (서강대학교). 2016년 2월 13일에 확인함.